# Xantholinus erinaceus
Xantholinus erinaceus – gatunek chrząszcza z rodziny kusakowatych.
Gatunek ten opisany został w 2015 roku przez Volkera Assinga na podstawie 18 okazów odłowionych w 2014 roku.
Chrząszcz o ciele długości od 9 do 11,5 mm, ubarwiony czarno z rudymi pokrywami, odnóżami i początkowymi 2–3 członami czułków oraz ciemnobrązową pozostałą częścią czułków. Środkowy płat edeagusa ma u samca 1,2 mm długości. Gatunek odróżnialny od X. rufipennis tylko po genitaliach.
Owad palearktyczny, endemiczny dla Krety. Spotykany pod kamieniami, od piaszczystych plaż przez brzegi rzek po pastwiska, na wysokościach 0–1040 m n.p.m.